# 佐阿 (紐約州)
佐阿（英語：Zoar）是位於美國紐約州伊利縣的非建制地區。

## 歷史
佐阿的郵局於1826年設立，其後於1854年停運。

## 地理
佐阿所處的海拔為高於海平面407米（即1335英呎），而該地所採用的時區為UTC-5，即北美东部时区（EST）。同時該地設有夏令時間，為UTC-5調快一小時，即UTC-4（EDT）。